# Pustozersk
Pustozersk in russo Пустозерск? fu il centro amministrativo dei Kraj di Jugra e Pečora in Moscovia e nella Russia Imperiale. Era situata in quello che è oggi l'Okrug Autonomo di Nenecia nell'Oblast' di Arcangelo in Russia.

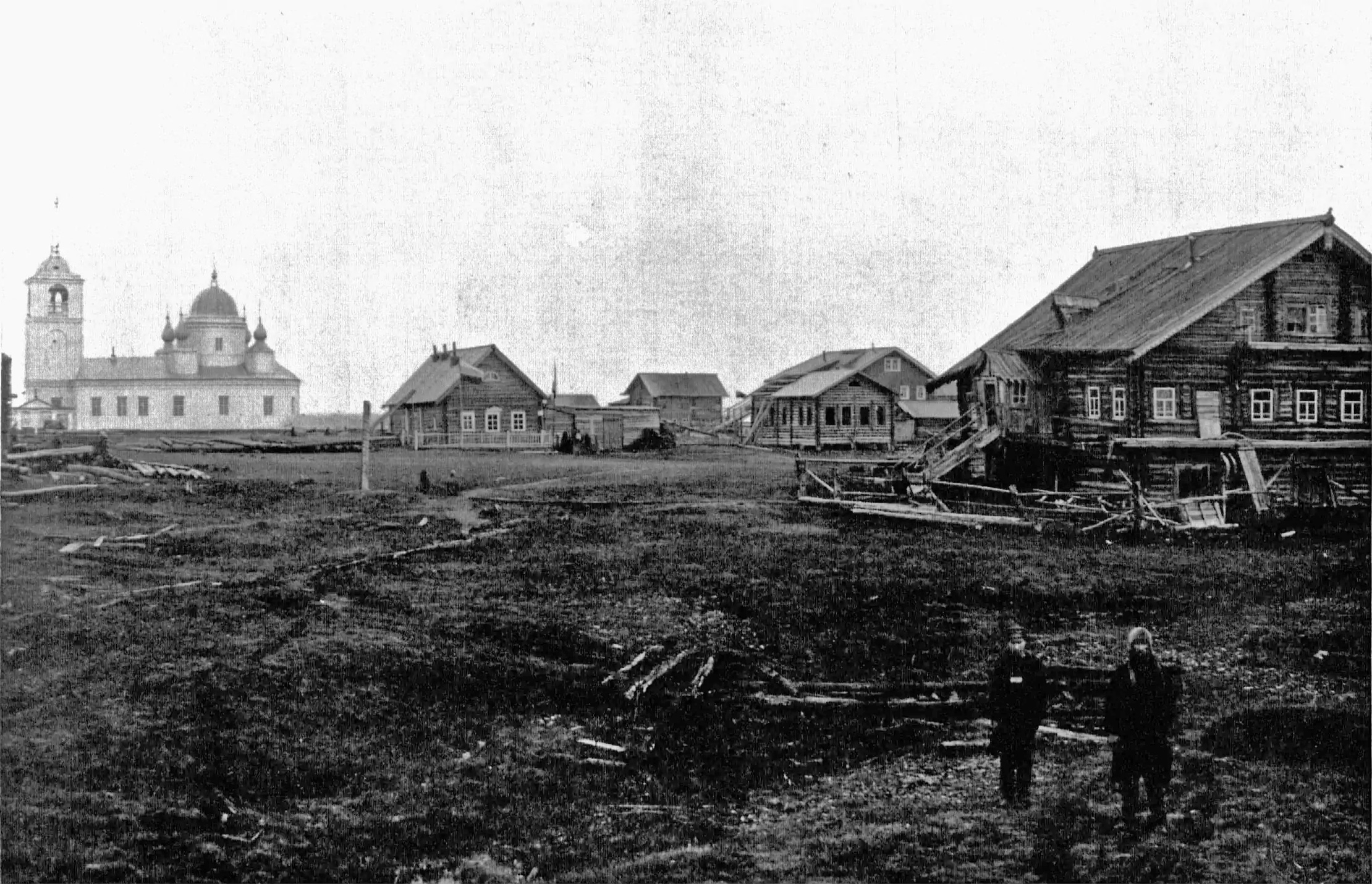
Pustozersk nel 1908

La città è stata fondata nel 1499 nel basso corso del fiume Pečora dai membri di una fazione militare guidata da S. Kurbskij, P. Ušaty e V. Zabolotskij-Bražnik. Pustozersk fu costruita in un'area deserta di terra arida, da cui il nome che significa letteralmente "laghi deserti". Fu il più estremo avamposto a nord della Moscovia nonché il primo insediamento sul Pečora. Pustozersk era stata pensata quale forte nei confini settentrionali dello Stato russo.
Costituì il centro amministrativo del volost' di Pustozersk per più di due secoli e mezzo (fino al 1780). La città ebbe il suo sviluppo più importante nel XVII secolo quando vi furono esiliati personaggi del calibro di Artamon Matveev e Avvakum. Il punto dove quest'ultimo fu bruciato è oggi ornato da innumerevoli croci di legno intagliate.
Nel XVIII secolo, Pustozersk perse gradualmente la sua importanza economica e iniziò a spopolarsi a causa della scoperta di un itinerario più conveniente verso la Siberia che attraversava gli Urali. Gli ultimi abitanti lasciarono la città nei primi anni 1960. La Chiesa di Legno della Trasfigurazione, a oggi l'unica struttura rimanente di Pustozersk, è stata trasportata nel vicino villaggio di Ust'e, situato sul Lago Gorodetskoe.